# José Aymerich
José Aymerich Baras (Cádiz, 11 de enero de 1775 –Palma de Mallorca, 27 de octubre de 1841) fue un militar y político español.

## Biografía
Férreo absolutista, nacido de Esteban de Aymerich Vilajoana (1735-1802), brigadier de ingenieros (suspendido durante cuatro años del ejército aduciendo su presunta responsabilidad en la pérdida de Puerto España, isla de Trinidad, en 1797, murió a poco de iniciar el cumplimiento de tal sanción), y María del Rosario de Varas y Barnola, llegados a Caracas en mayo de 1775, con José Vicente de menos de tres meses de edad; pertenece a una antigua familia de políticos y militares. 
Algunos autores relacionan la muerte de su progenitor Esteban con una supuesta orden 'real', atribuida a Fernando "el Deseado", de puño y letra, con una 'Relación de generales que deben ser expulsados de Madrid inmediatamente antes de ser asesinados', en la que figuraba un general Aymerich.
No obstante, la biografía de Esteban Aymerich en la Real Academia de la Historia no recoge tal incidente, dejando aparte el dar por cierta una orden firmada por Fernando en 1802 cuando aún era mero Príncipe de Asturias y Godoy estaba en pleno ejercicio de sus funciones.
José Aymerich combatió a los franceses como cadete en la Guerra de la Independencia; en tiempos de Fernando VII, actuó como Secretario de Despacho de la Guerra entre agosto de 1824 y junio de 1825, con Francisco Cea Bermúdez; aumentó el número de efectivos del ejército de 75.000 a 150.000, e instituyó la costumbre de que los militares de carrera cumpliesen las penas de prisión 'en un castillo'. En 1825 recibió la Legión de Honor francesa. Fue gobernador de Cádiz, donde en febrero de 1828 prohibió los carnavales. Su vástago Antonio falleció en la batalla de Luchana. Participó en las Comisiones militares. Asesinado en Mallorca, su último destino-destierro, en octubre de 1841, el crimen nunca se aclaró; en 1831 había desarticulado una 'conspiración liberal' en Mallorca.